# Crécey-sur-Tille
Crécey-sur-Tille – miejscowość i gmina we Francji, w regionie Burgundia-Franche-Comté, w departamencie Côte-d’Or.
Według danych na rok 1990 gminę zamieszkiwały 124 osoby, a gęstość zaludnienia wynosiła 12 osób/km² (wśród 2044 gmin Burgundii Crécey-sur-Tille plasuje się na 786. miejscu pod względem liczby ludności, natomiast pod względem powierzchni na miejscu 911.).